# 利索尔
利索尔（法語：Lisors，法語發音：[lizɔʁ]）是法国厄尔省的一个市镇，位于该省东北部，属于莱桑德利区。

## 地理
利索尔（49°21'9"N, 1°28'12"E）面积10.75 平方千米，位于法国诺曼底大区厄尔省，该省份为法国北部内陆省份，北起滨海塞纳省，西接奧恩省和卡爾瓦多斯省，南至厄尔-卢瓦省，东临瓦兹省、瓦兹河谷省和伊夫林省。
与利索尔接壤的市镇（或旧市镇、城区）包括：库德赖、里昂斯拉福雷、梅尼勒韦尔克利沃、皮谢、图夫勒维尔。

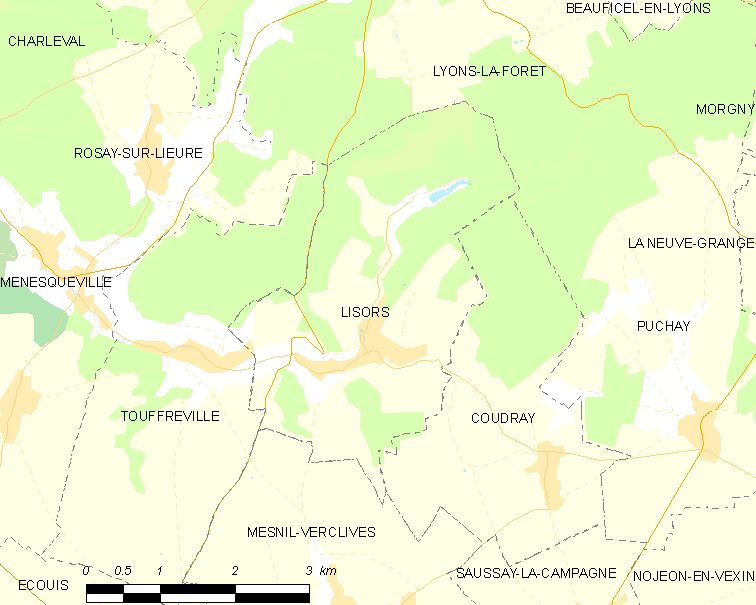
利索尔的OSM定位图

利索尔的时区为UTC+01:00、UTC+02:00（夏令时）。

## 行政
利索尔的邮政编码为27440，INSEE市镇编码为27370。

## 政治
利索尔所属的省级选区为昂代勒河畔罗米伊县。

## 人口

1962-2008年间利索尔人口变化图示

利索尔于2022年1月1日时的人口数量为299人。